# Milan Dekleva
Milan Dekleva (* 17. října 1946 Lublaň) je slovinský básník, prozaik, dramatik, novinář, redaktor, skladatel a hudebník. Narodil se v Lublani do rodiny terstských Slovinců. Absolvoval gymnázium, poté po vzoru svého bratra začal studovat technický obor, avšak po roce přešel na Filozofickou fakultu Univerzity v Lublani, kde studoval obor srovnávací literatura a literární teorie. Následně pracoval ve slovinské televizi, v rádiu Študent, přispíval do Dnevniku a Tribuny a spolupracoval s kulturními organizacemi. Je především autorem lyrické poezie. V roce 2006 obdržel Prešerenovu cenu.